# LNFA Femenina 2017
La LNFA Femenina 2017 è la 7ª edizione del campionato di football americano femminile di primo livello, organizzato dalla FEFA.

## Squadre partecipanti
| Club                 | Città                     | Stadio | Sponsor ufficiale | Risultato nella stagione 2016 |
| -------------------- | ------------------------- | ------ | ----------------- | ----------------------------- |
| Badalona Dracs       | Badalona                  |        |                   |                               |
| Barberá Rookies      | Barberà del Vallès        |        |                   |                               |
| Barcelona Búfals     | Barcellona                |        |                   |                               |
| L'Hospitalet Pioners | L'Hospitalet de Llobregat |        |                   |                               |
| Terrassa Reds        | Terrassa                  |        |                   |                               |

## Stagione regolare

### Calendario

#### 1ª giornata
| 14 gennaio 2017, ore 16:00 | Barberá Rookies | 76 – 0 referto | Badalona Dracs |  |

| 15 gennaio 2017, ore 12:00 | L'Hospitalet Pioners | 12 – 16 referto | Barcelona Búfals |  |

#### 2ª giornata
| 22 gennaio 2017, ore 14:00 | Barcelona Búfals | 0 – 26 referto | Barberá Rookies |  |

| 22 gennaio 2017, ore 15:00 | Terrassa Reds | 14 – 0 referto | Badalona Dracs |  |

#### 3ª giornata
| 5 febbraio 2017, ore 15:00 | Badalona Dracs | 0 – 20 referto | L'Hospitalet Pioners |  |

| 5 febbraio 2017, ore 16:00 | Terrassa Reds | 8 – 46 referto | Barberá Rookies |  |

#### 4ª giornata
| 11 febbraio 2017, ore 16:00 | Barberá Rookies | 46 – 6 referto | L'Hospitalet Pioners |  |

| 12 febbraio 2017, ore 16:00 | Terrassa Reds | 20 – 6 referto | Barcelona Búfals |  |

#### 5ª giornata
| 26 febbraio 2017, ore 12:30 | Barcelona Búfals | 12 – 0 referto | Badalona Dracs |  |

| 26 febbraio 2017, ore 15:00 | L'Hospitalet Pioners | 6 – 8 referto | Terrassa Reds |  |

#### 6ª giornata
| 5 marzo 2017, ore 10:00 | Barcelona Búfals | 6 – 37 referto | L'Hospitalet Pioners |  |

| 5 marzo 2017, ore 19:30 | Badalona Dracs | 0 – 52 referto | Barberá Rookies |  |

#### 7ª giornata
| 26 marzo 2017, ore 12:00 | Badalona Dracs | 0 – 50 referto | Terrassa Reds |  |

#### 8ª giornata
| 1º aprile 2017, ore 16:00 | Barberá Rookies | 41 – 6 referto | Terrassa Reds |  |

#### 9ª giornata
| 23 aprile 2017, ore 12:00 | L'Hospitalet Pioners | 12 – 27 referto | Barberá Rookies |  |

| 23 aprile 2017, ore 12:00 | Barcelona Búfals | 6 – 12 referto | Terrassa Reds |  |

#### Recuperi 1
| 29 aprile 2017, ore 11:00 | L'Hospitalet Pioners | 44 – 0 referto | Badalona Dracs |  |

| 29 aprile 2017, ore 16:00 | Barberá Rookies | 50 – 8 referto | Barcelona Búfals |  |

#### 10ª giornata
| 7 maggio 2017, ore 12:00 | Terrassa Reds | 12 – 31 referto | L'Hospitalet Pioners |  |

| 7 maggio 2017, ore 15:00 | Badalona Dracs | 4 – 20 referto | Barcelona Búfals |  |

### Classifica
La classifica della regular season è la seguente:
- PCT = percentuale di vittorie, G = partite giocate, V = partite vinte,  P = partite perse, PF = punti fatti, PS = punti subiti

| Pos. | Squadra              | PCT   | G | V | N | P | PF  | PS  |
| ---- | -------------------- | ----- | - | - | - | - | --- | --- |
| 1    | Barberá Rookies      | 1.000 | 8 | 8 | 0 | 0 | 364 | 40  |
| 2    | Terrassa Reds        | .625  | 8 | 5 | 0 | 3 | 130 | 136 |
| 3    | L'Hospitalet Pioners | .500  | 8 | 4 | 0 | 4 | 168 | 115 |
| 4    | Barcelona Búfals     | .375  | 8 | 3 | 0 | 5 | 74  | 161 |
| 5    | Badalona Dracs       | .000  | 8 | 0 | 0 | 8 | 4   | 288 |

## VII Final de la LNFA Femenina
| 20 maggio 2017, ore 18:00 | Barberá Rookies | 46 – 8 | Terrassa Reds |  |

## Verdetti
- Barberá Rookies Campionesse della Spagna 2017